# Jamščik, ne goni lošadej

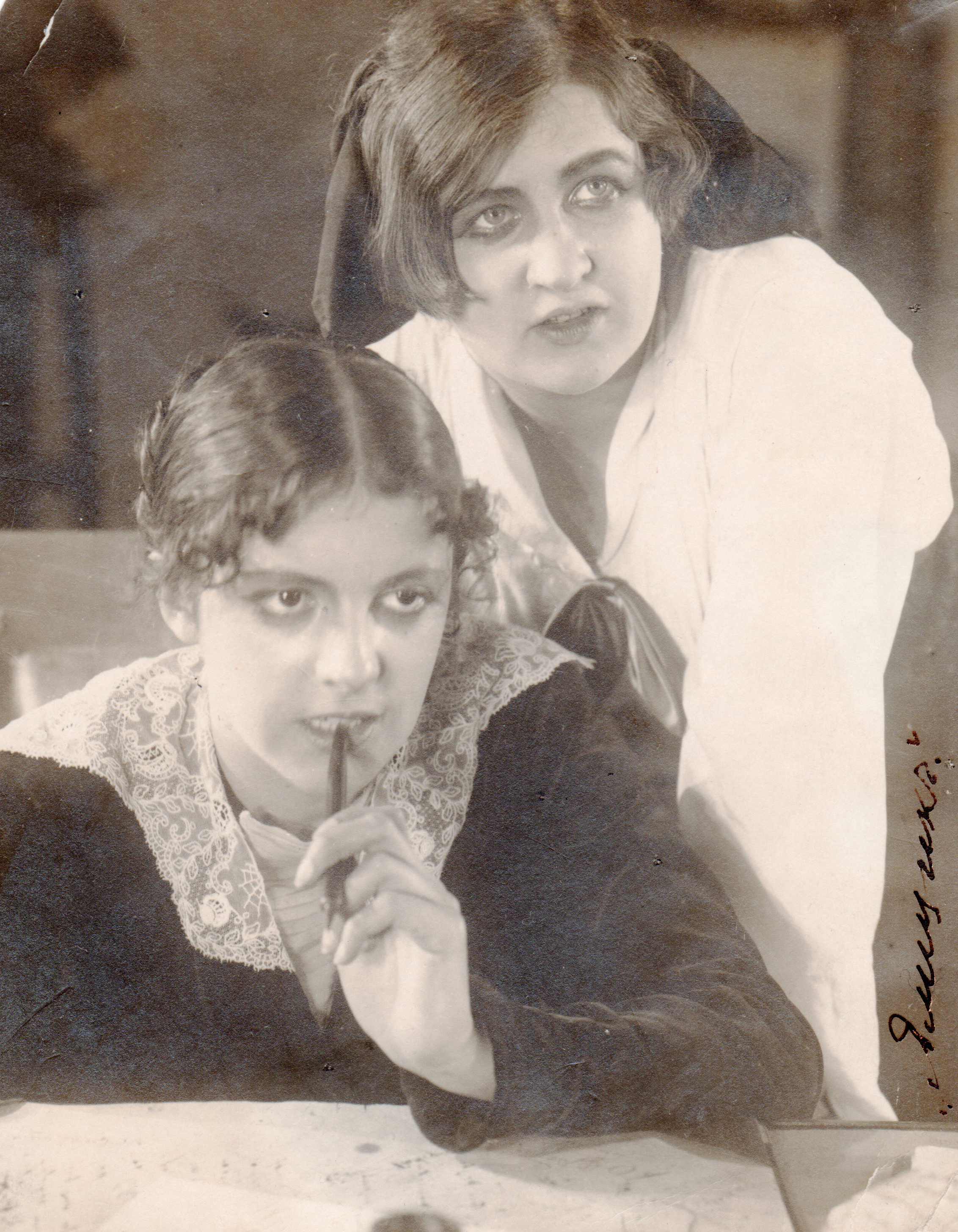
Un fotogramma del film

Jamščik, ne goni lošadej (Ямщик, не гони лошадей) è un film del 1916 diretto da Evgenij Bauėr.